# Jean de Muris
Jean de Muris, francoski filozof, matematik, astronom in glasbenik, * 1290, Normandija, † 1351.
1. 1 2  Record #11855784X // Gemeinsame Normdatei — 2012—2016.
2. ↑  LIBRIS — Kraljevska knjižnica Švedske, 2012.